# 吉安圳
23°57′10.04″N 121°32′04.91″E / 23.9527889°N 121.5346972°E
吉安圳，舊稱吉野圳，是臺灣東部的一條水圳，位於花蓮縣吉安鄉，是吉安鄉最重要的農業灌溉水源，也是花蓮地區規模最大且歷史最悠久的水圳。

## 開發歷史
吉安鄉原名「荳蘭」，台灣日治時期日本人在此移民建村後改名為「吉野」。為了灌溉移民村吉野村附近農田，西元1911年（明治四十四年）8月25日，由台灣總督府委託技士錦織虎吉著手調查，1912年（大正元年）1月8日調查完成，1912年4月26日正式動工。日本政府沿著木瓜溪左岸經初音設置進水閘門，興建水圳渠道，灌溉吉野一帶的農田，稱為「吉野圳」，於1913年（大正二年）12月底完工，灌溉面積約955公頃。1931年（昭和六年）7月進行擴大工程，於1932年（昭和七年）2月完工。1945年國民政府來台後，將吉野改為「吉安」，吉野圳亦一併改名為吉安圳。由於當初設計之進水口位置不佳，且墾田一再擴大，繼續辦理第二次擴建計畫，並引「台電初英發電廠」尾水入圳，灌溉面積擴大為2,500餘公頃至今。

## 設計
吉安圳的水源來自於木瓜溪中游的銅門水壩，即水簾壩，該水壩主要提供台灣電力公司東部發電廠所屬的銅門發電廠水力發電之用。發電後的尾水藉由長達近10公里引水隧道與暗渠繼續將尾水送往分別供下游的小型水力發電廠榕樹發電廠與初英發電廠發電利用。初英發電廠發電後的尾水再供給吉安圳。吉安圳自初英發電廠以下分成7條支線，由吉安圳導水路引水，灌溉吉安鄉的干城、南華、福興、吉安、慶豐等村，灌溉面積約2,540多公頃。

## 周圍休憩設施
吉安圳有悠久歷史，四周更有美麗的阡陌景緻，經行政院農委會(現為農業部)、吉安鄉公所、民意代表、農田水利會 (現為農田水利署)等單位努力下，先後於吉安圳旁興建「吉安水圳生態步道」、「初英線自行車步道」及「親山線自行車步道」，後再經水土保持局的協助，興建「五十甲步道」及「干城（一街）社區綠色廊道」，串聯既有道路及自行車步道。

## 圖片集

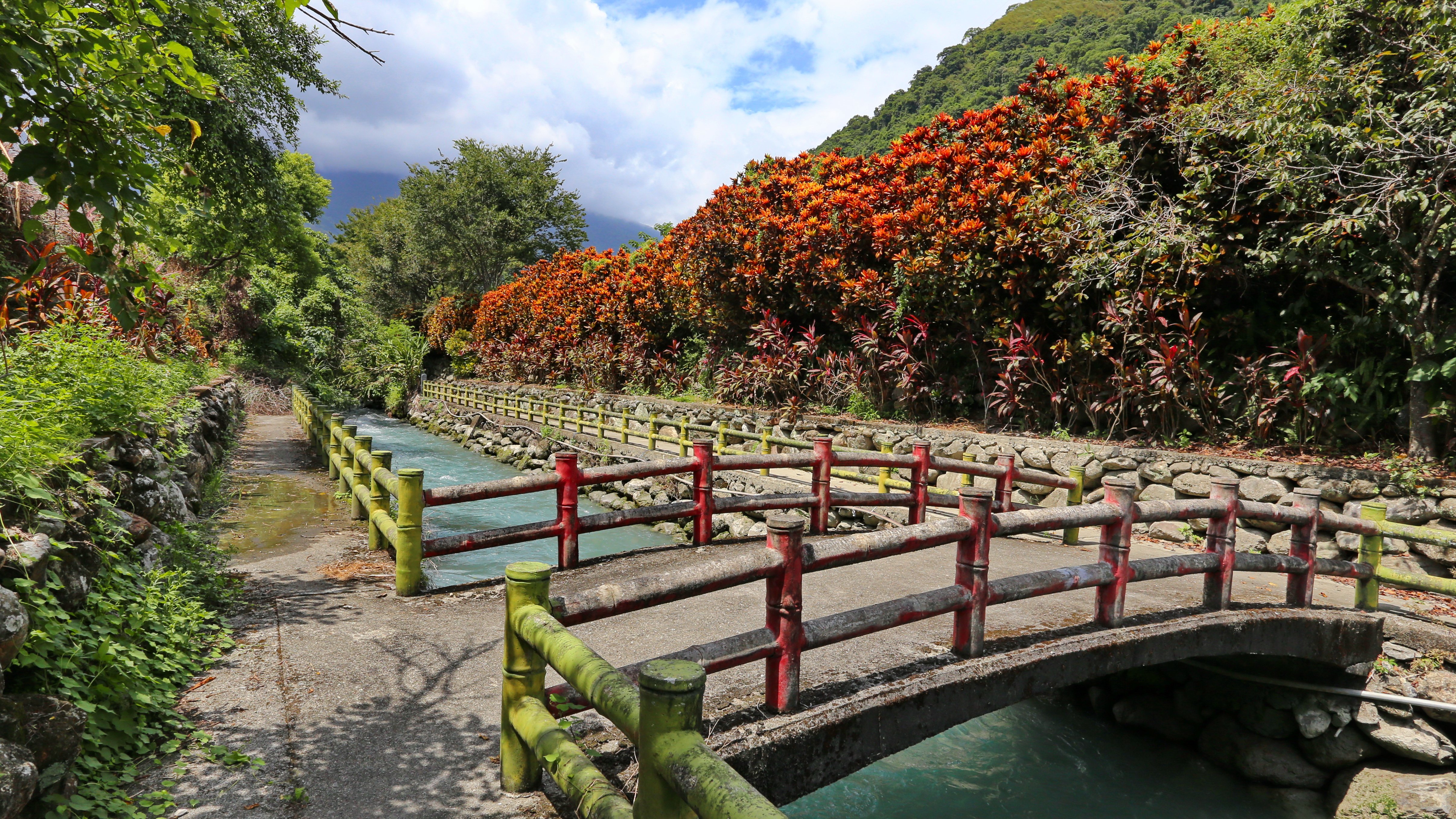
吉安水圳生態步道
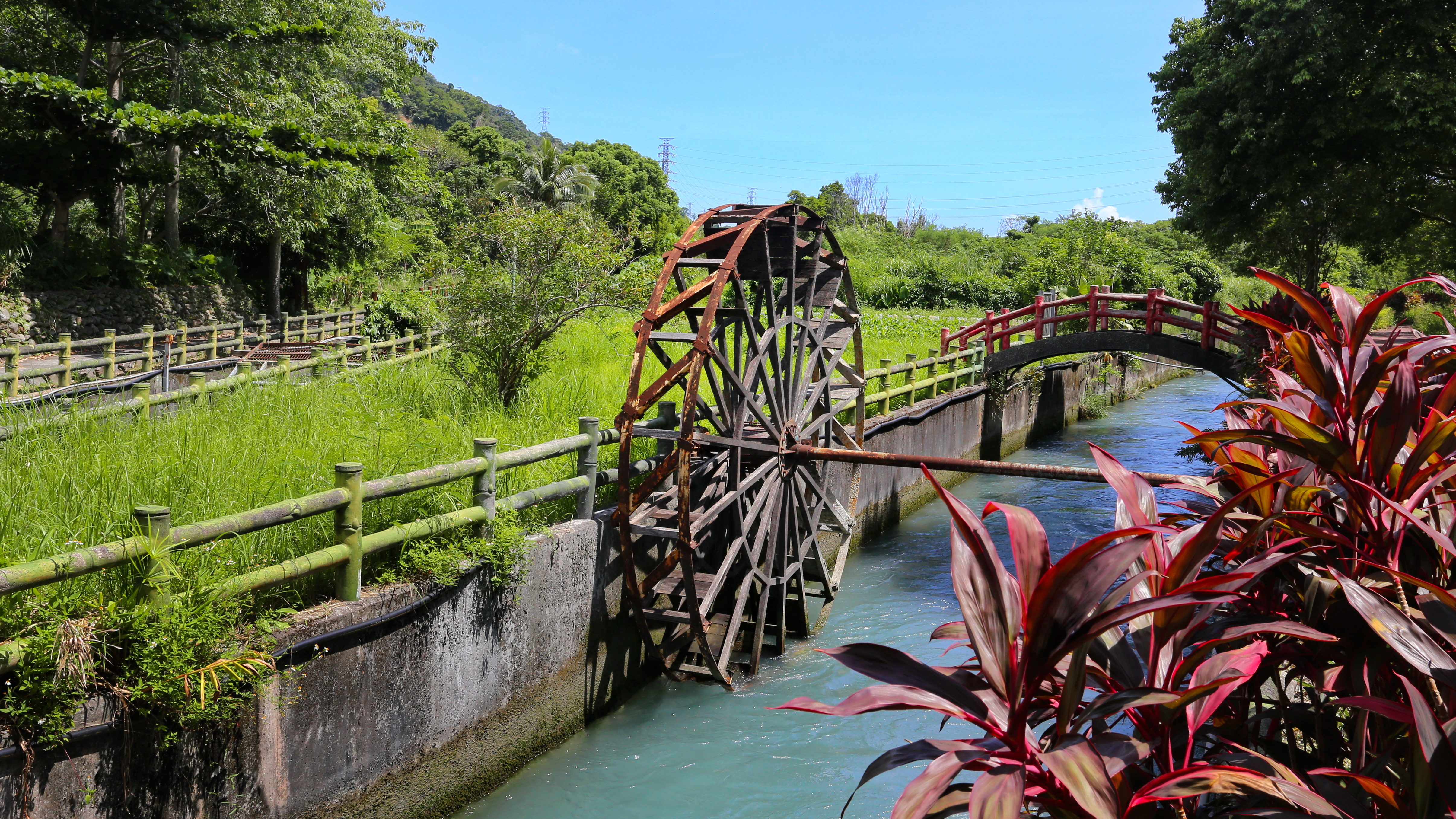
吉安水圳生態步道
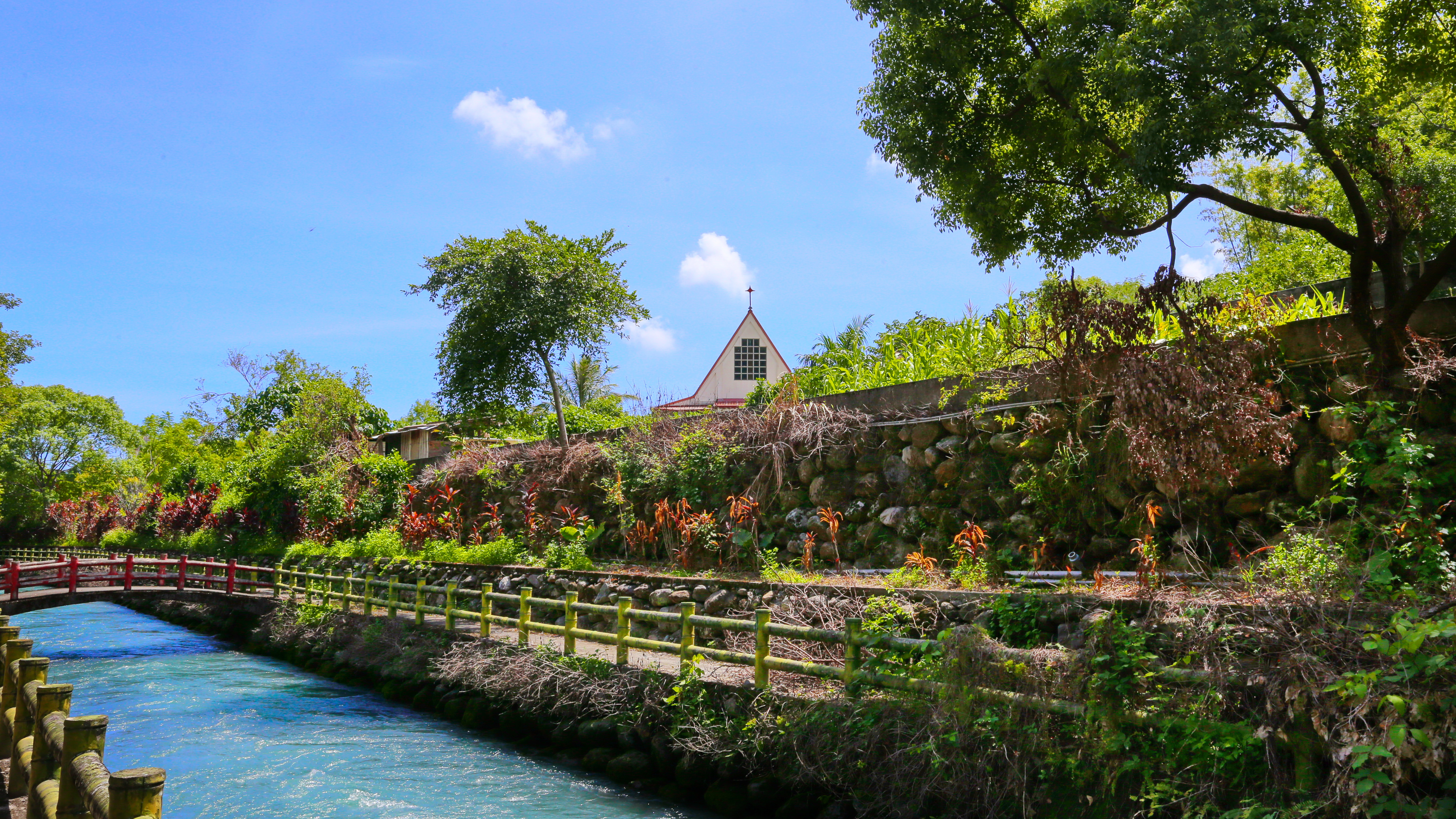
吉安水圳生態步道，後方教堂為臺灣基督長老教會思彼悠谷教會
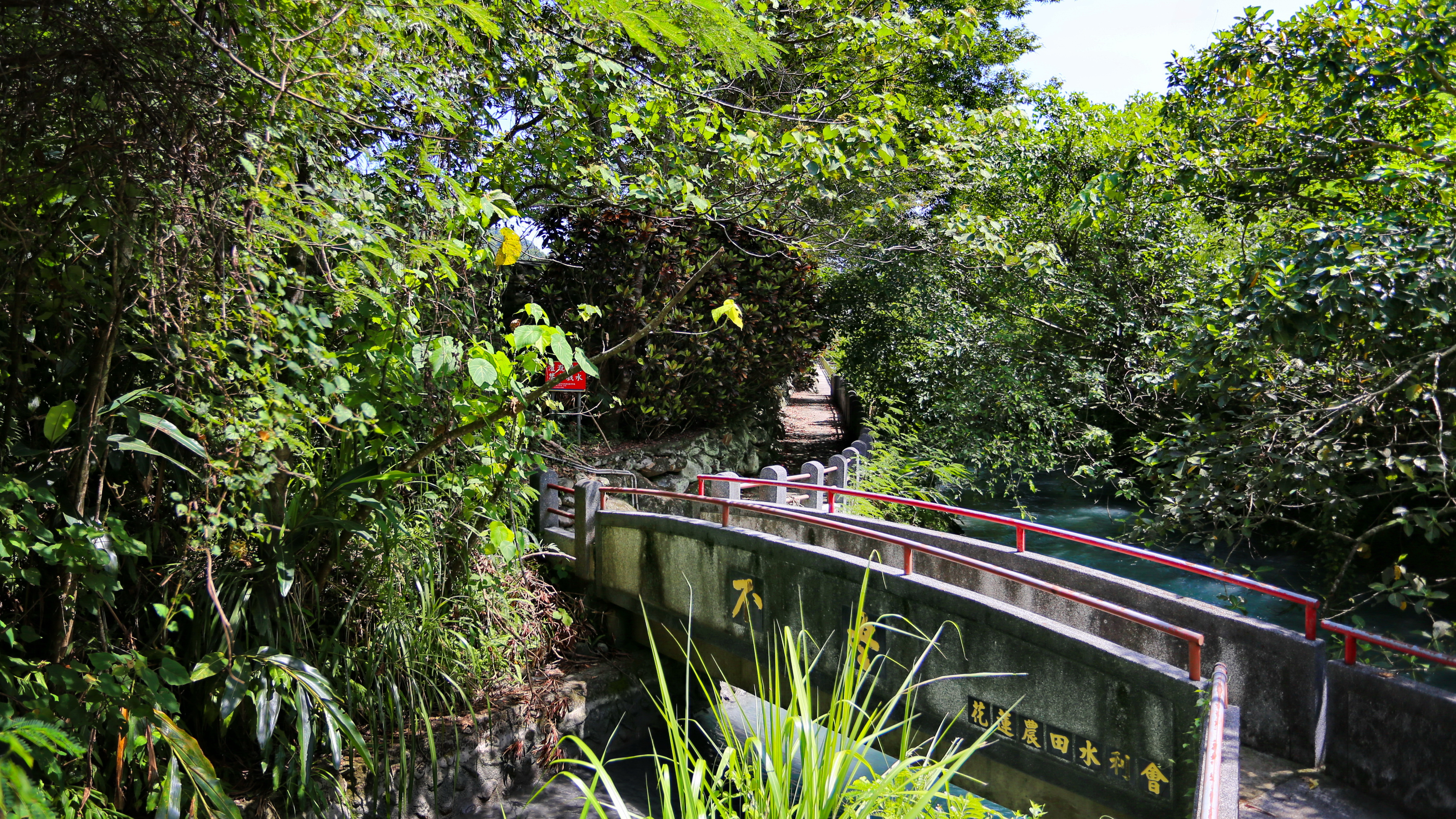
吉安水圳生態步道入口
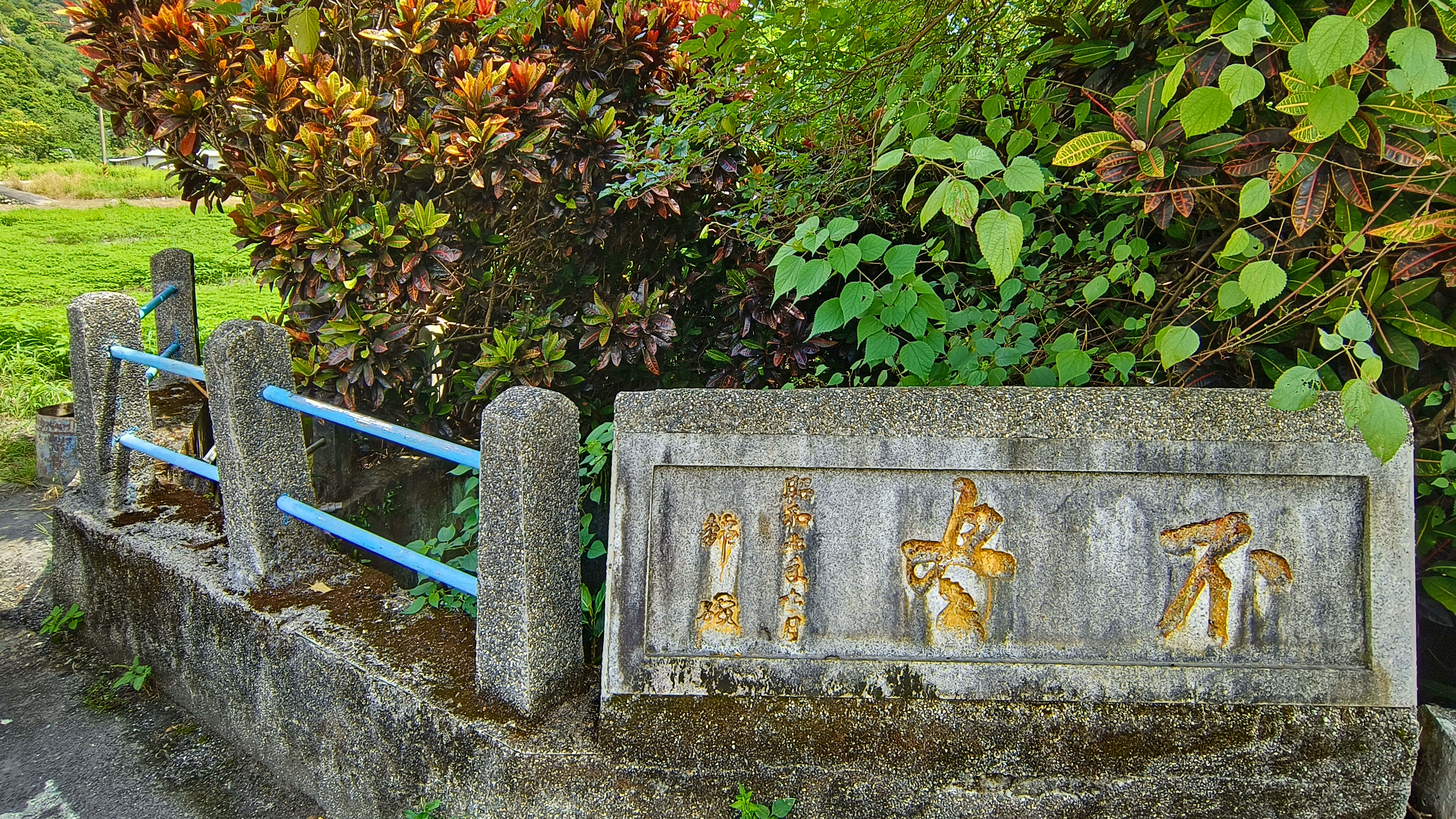
吉安不盡跌水井（昭和7年7月）
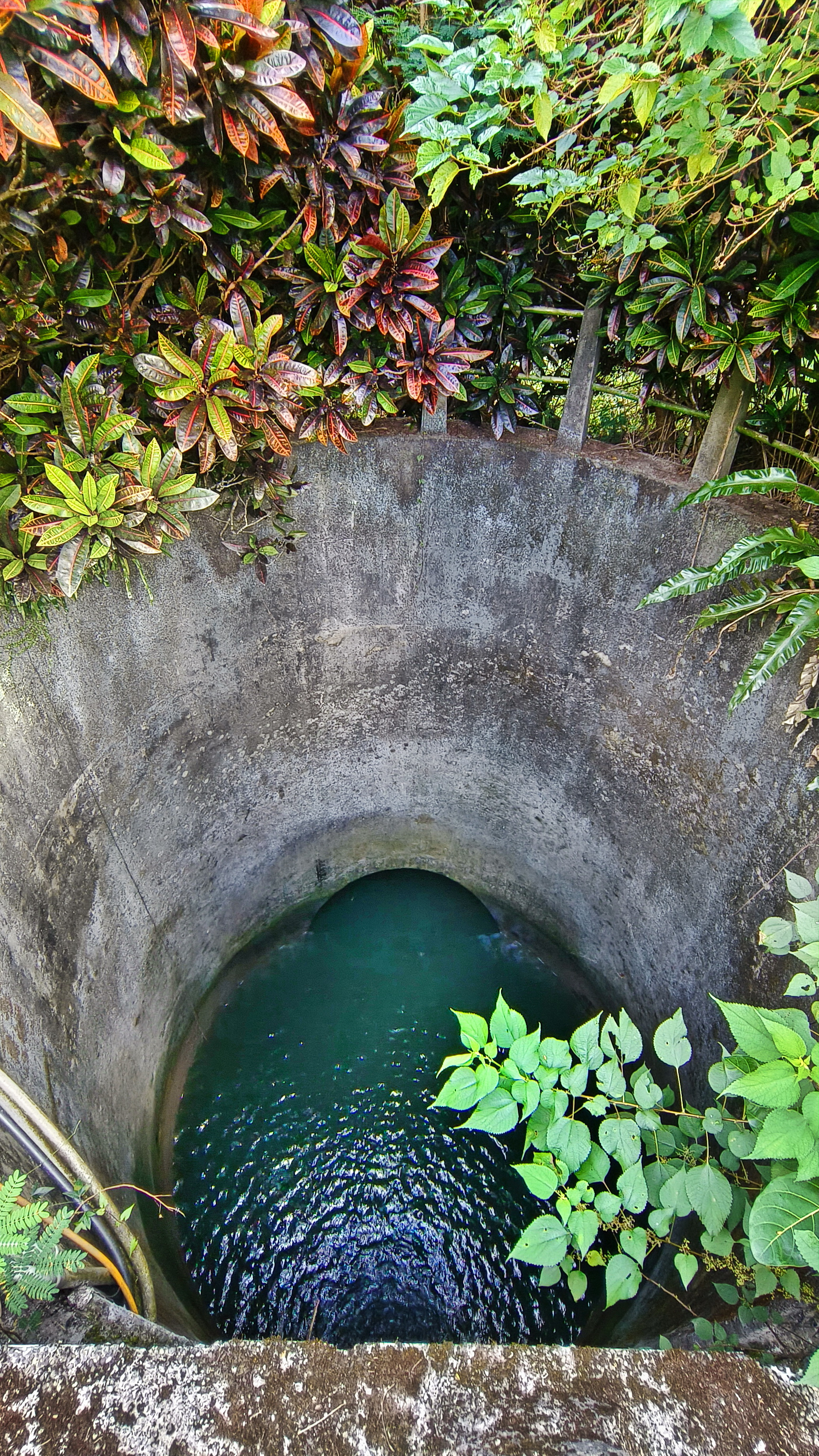
吉安不盡跌水井

## 外部連結
- 農田水利署花蓮管理處 （页面存档备份，存于）（繁體中文）